# Vila Vella d'Amer
La vila vella d'Amer és el nucli històric d'Amer (Selva), un conjunt declarat bé cultural d'interès nacional.

## Descripció
Amer és una vila situada a l'extrem nord de la comarca de la Selva, a la riba dreta del riu Brugent, en una vall que s'estén entre els darrers contraforts del massís de les Guilleries i una zona més planera oberta a les planes selvatana i gironina.
La vila vella d'Amer va ser declarada BCIN Conjunt Històric segons Acord de Govern de 03/04/2012.
D'entre els més importants atractius i béns arquitectònics i patrimonials de la vila vella d'Amer cal destacar els següents:
L'Església de Santa Maria, antiga església del monestir benedictí d'Amer, fundat el 949. Al voltant de l'antic monestir cal destacar Can Boles, Can Carreter, Can Gasull, Can Terme, Can Mon, Ca la Fernanda i la Rectoria, antigues dependències del monestir actualment reformades.
La plaça Major o plaça de la Vila, coneguda popularment com la plaça Porxada, que ocupa el centre de la població i és considerada la segona plaça porxada més gran de Catalunya. Dins de la plaça cal destacar les cases de Can Panosa, Can Gultresa, Ca l'Espinet, etc., totes elles amb arcades a la planta baixa i amb elements arquitectònics dels segles XVI al XX. La seva fesomia actual es deu a les construccions del segle xviii.
El barri del Pedreguet (carrers Girona, Abat Vilafreser i Migdia). Entre els edificis més notables hi ha Can La i la capella de la Pietat.
En diversos carrers d'Amer, com ara el carrer Nou, Sant Antoni, Séquia, Narcís Junquera, Sant Miquel, Sant Benet, Àngel Guimerà, carrer d'Avall, etc., hi ha cases que conserven emmarcaments d'obertures de construccions anteriors, sobretot del segle xviii. Cal destacar Can Junquera com a edifici de la classe benestant d'Amer de finals del segle xix.

## Història
La història de la vila està estretament lligada al monestir benedictí de Santa Maria d'Amer, fundat al segle x, a redós del qual es va establir el nucli de la població. La vida i la influència del monestir van perdurar fins a la desamortització de 1835-1837 quan fou abandonat pels monjos i aquella església esdevingué parroquial.
Una data memorable també en la història d'Amer, com també de la zona volcànica de l'entorn, és el 15 de març de 1427, quan hi hagué un gran terratrèmol que provocà desperfectes a uns 80 edificis d'Amer, entre d'altres, les dependències del monestir i l'antiga església parroquial de Sant Miquel.
Altres dates especialment recordades a Amer són el 1483, quan hi hagué una gran pesta, i el 1485, quan s'hi celebrà una reunió en el marc del conflicte remença del segle xv. Durant el segle xvii va desaparèixer l'església parroquial de Sant Miquel (1640-1659) i els exèrcits francesos van saquejar la vila (1690-1697).
Amer, fins al segle xviii, no va passar dels 500 habitants. Llavors s'esdevingué un increment demogràfic molt rellevant, ja que el 1787 hi havia 1498 persones i el 1860, 3000.
A part del monestir, cal assenyalar el passat agrícola i masover que va centralitzar la vila. Al terme d'Amer existeixen varis veïnats com el Sant Genís, el Colomer, el Mont, Lloret Salvatge, Palou, La Jonquera, la Costa de Santa Brígida i Sant Climent d'Amer.
També és important, des de principis del segle xx, l'aprofitament comercial de les font picant (l'any 1903 amb el nom d'Amer Palatín). S'hi organitzaren al voltant xalets i torres d'estiueig, gràcies a la proximitat d'un baixador de tren d'Olot que hi existí fins als anys 60, el més famós Hotel de la Font Picant.
A més, cal destacar la importància cultural i social del pas per Amer del Tren d'Olot (1894-1969), actualment reconvertit en via verda i ruta de bicicleta lúdico-turística gestionada pel Consorci de les Vies Verdes de la Diputació de Girona.